# جوزف ودربورن
جوزف هنری مک لاگان ودربورن (به انگلیسی: Joseph Henry Maclagan Wedderburn) (۲ فوریهٔ ۱۸۸۲ در آنگوس – ۹ اکتبر ۱۹۴۸ در پرینستون (نیوجرسی)) ریاضی‌دان اهل اسکاتلند بود. ودربورن در ردیف بزرگ‌ترین و تأثیرگذارترین ریاضی‌دانان و جبردانان سدهٔ بیستم به‌شمار می‌آید. زمینهٔ کاریِ وی جبر بود و او نتایج مهمی در زمینهٔ نظریه گروه‌ها، نظریهٔ میدان‌ها، و نظریهٔ ماتریس‌ها به‌دست آورد.

## زندگی‌نامه
ودربورن فرزند یک پزشک بود و در آکادمی فورفار تحصیل را آغازید و در ۱۸۹۸ به دانشگاه ادینبرو رفت. در سال ۱۹۰۳، هنگامی که دستیار یک آزمایشگاه بود، سه مقاله در ریاضیات منتشر کرد. پس از آن به دانشگاه لایپزیگ و دانشگاه هومبولت برلین رفت و با فروبنیوس و ایسای شور دیدار کرد. سپس به دانشگاه شیکاگو رفت و در آنجا با اسوالد وبلن و مور همکاری کرد. سپس به دانشگاه پرینستون رفت و همکاری‌اش را با ریاضی‌دانان آنجا همچون جرج بیرکهوف، اُسوالد وِبلِن، و دیگران ادامه داد. با آغاز جنگ جهانی اول، به‌عنوان نخستین فرد از دانشگاه پرینستون، داوطلب جنگ شد و بیش از همهٔ افراد این دانشگاه در جنگ خدمت کرد. در سال ۱۹۲۱ به پرینستون بازگشت و به درجهٔ دانشیاری و نیز ویراستاری مجلهٔ سالنامهٔ ریاضیات رسید. در پرینستون تنها سه رسالهٔ دکتری را سرپرستی کرد که یکی از آن‌ها رسالهٔ ناتان جیکوبسن بود. در سال‌های پایانی، ودربورن به گونهٔ فزاینده‌ای گوشه‌گیر و افسرده شد و از جامعهٔ ریاضی کناره گرفت، و سرانجام بر اثر حملهٔ قلبی درگذشت.

## کارنامه
ودربورن نزدیک به ۴۰ مقاله و کتاب منتشر ساخت. او، در سال ۱۹۰۵، این حکم معروف و مهم را در جبر به اثبات رساند که هر حلقهٔ تقسیم متناهی، یک حلقهٔ جابجایی و در نتیجه یک میدان است. یک نتیجهٔ مستقیم این گزاره، فهم کامل ساختار همهٔ هندسه‌های تصویریِ متناهی است. همچنین، او و وِبلِن در مقاله‌ای ثابت کردند که هندسه‌هایی وجود دارد که در آنها، قضیهٔ پاسکال نتیجه‌ای از قضیهٔ دوسارگ است. از قضایای مهم دیگری که ودربورن اثبات کرد، رده‌بندی همهٔ جبرهای ساده و نیم‌ساده بود. او سپس نشان داد که هر جبر نیم‌ساده از بُعد متناهی حاصل‌جمع مستقیم جبرهای ساده است. یک تعمیم این قضیه، قضیه آرتین–ودربورن است.